# Naqada I
Il periodo Naqada I, o amraziano, fu un periodo culturale dell'Alto Egitto predinastico, che durò circa dal 4000 al 3500 a.C.
La cultura di Naqada I, con le ultime datazioni al 14C, sarebbe durata dal 3900 al 3650. Per le sue caratteristiche il periodo è diviso in fasi: Ia, Ib, Ic e Id.

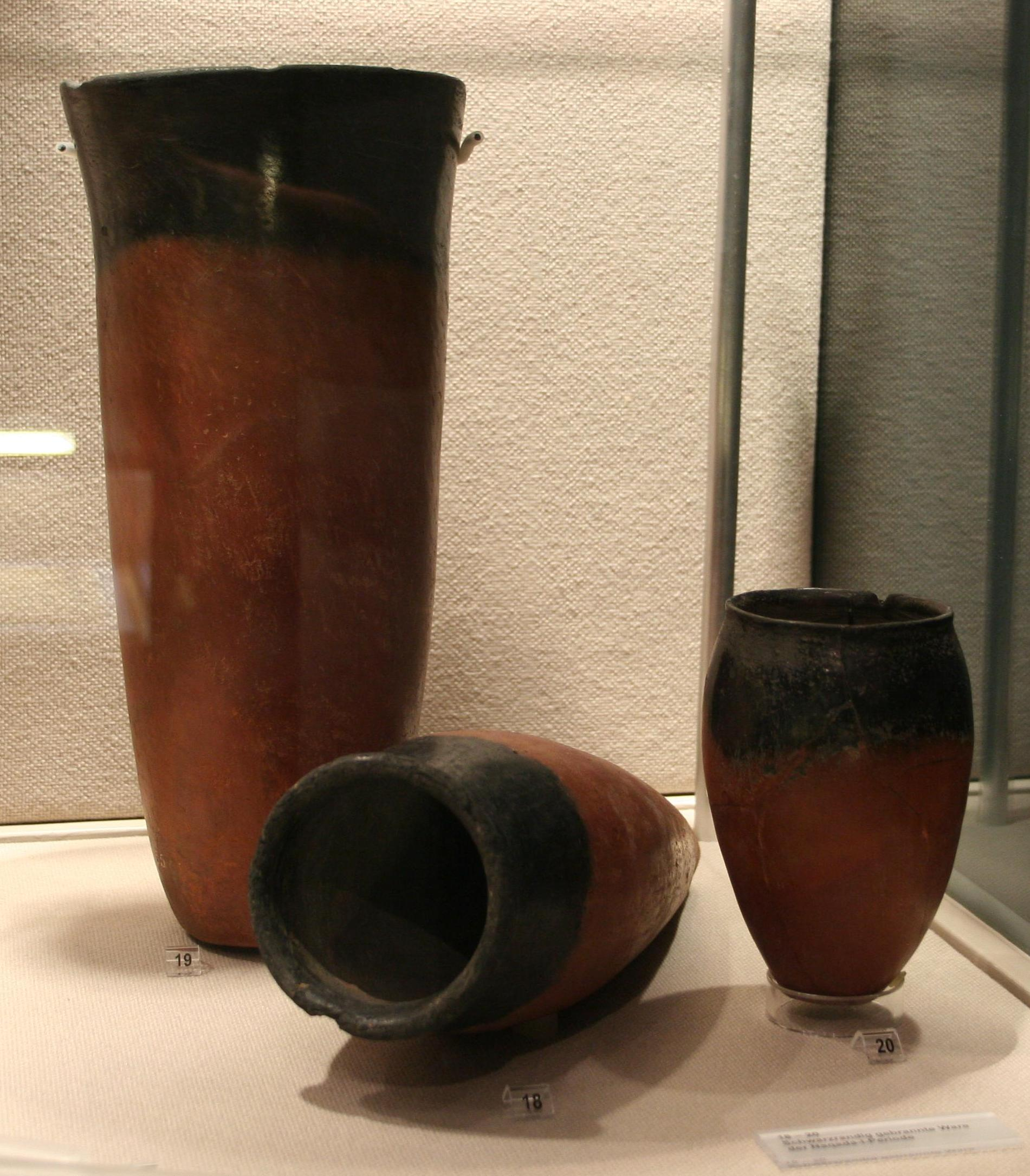
Vasi in terracotta del Naqada I rossi e neri per doppia cottura senza ossigeno

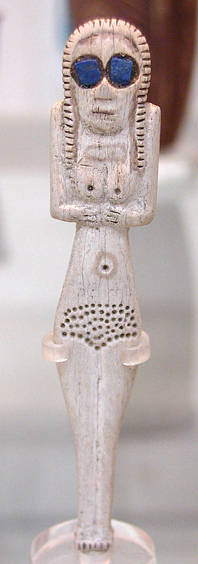
Statua femminile in osso con occhi realizzati in lapislazzuli

## Descrizione
Prende il nome dal sito di Kom el-Ahmra, circa 120 km a sud di Badari, nell'Alto Egitto. El-Ahmra, l'antica Nekhen, fu il primo sito in cui questo gruppo culturale fu scoperto separatamente dal successivo gerzeano. Questo periodo viene comunemente associato al sito di Naqada, e per questo motivo è solitamente definito Naqada I. I vasi "a bocca nera" continuano ad essere prodotti, ma nel contempo appaiono quelli decorati con righe parallele bianche, intersecate da altre righe parallele bianche.
Il commercio tra Alto e Basso Egitto risale a questo periodo, come i nuovi reperti dimostrano. Un vaso di pietra proveniente dal nord è stato rinvenuto ad el-Amra, ed il rame, non presente in Egitto, fu presumibilmente importato dal Sinai, o forse dalla Nubia. Anche l'ossidiana e l'oro furono importati dalla Nubia in questo periodo. Fiorì anche il commercio con le oasi.
In questo periodo furono anche introdotte innovazioni, come la costruzione di edifici in mattoni di fango, per cui è famoso il periodo gerzeano, il che dimostra la continuità culturale. Non si trattò però di utilizzi su larga scala, come invece avvenne in seguito. Anche le tavolozze o palette cosmetiche ovali e teriomorfe apparvero in questo periodo. Lo stile artigianale era però molto rudimentale, e in questo periodo non sono ancora presenti i bassorilievi che resero poi famosa questa cultura.